# 權自立
權自立（—2023年8月20日），曾擔任程式設計師，於2001年犯下大貓案，誘姦並偷拍未成年少女，因而一度被判無期徒刑。出獄後又涉及多起兒童性剝削及強制猥褻案件，2023年在逃亡過程中墜樓身亡。

## 生平

### 大貓案
2001年4月至10月，權自立涉嫌上網誘騙至少6名國中、高中女生，以及一名朋友託為照顧的3歲女兒，並將他們全都迷姦，再把犯案過程製成「大貓系列」光碟販售。被逮捕後，台北地院一審、二審依違反《兒童及少年性交易防制條例》等罪嫌判處無期徒刑，褫奪公權終身；而最高法院在2004年以10年有期徒刑，褫奪公權6年定讞。另外，權自立在2002年4月被臺北市政府警察局核定為首名「網路流氓」。
同案共犯：
- 胞弟權自強，複製影片及圖檔，製成光碟，架設網站「大貓的催眠驚異大奇航」，並在多個色情網站刊登廣告，販售牟利，最終被判有期徒刑1年，緩刑3年。[2][5]
- 李國安，協助拍攝，被判刑7年6月。[6]
- 潘姿樺，管理網路，被依偽造文書等罪判刑2年，緩刑5年。 [6]

### 出獄後又犯案逃亡
權自立出獄後改名權子源，開設DIY手工皂體驗課程，並從事包車親子旅遊團，建立喜愛孩子的形象，並藉此對小孩播放大量兒童性影片，用洗腦的方式告訴她們影片中的都是正常的行為，與共犯梁恩睿犯下多起兒童性虐待、強制猥褻案件，再用P2P軟體BitComet上傳性侵兒童影像，可以確認的受害者有6人。基隆和花蓮警方對此展開查緝。2023年8月20日，權自立於逃亡過程中，在開南大學墜樓身亡，相關罪名因而不起訴。